# Parafia Dobrego Pasterza w Warszawie (Miedzeszyn)
Parafia Dobrego Pasterza w Warszawie – parafia rzymskokatolicka należąca do dekanatu anińskiego, diecezji warszawsko-praskiej, metropolii warszawskiej Kościoła katolickiego, w Warszawie. Obsługiwana przez księży diecezjalnych.
Parafia została erygowana w 2008. Funkcję kościoła parafialnego pełni tymczasowo kaplica.